# Ouled Fares
Ouled Fares è un comune dell'Algeria, situato nella provincia di Chlef.